# بیگانه خاکستری
بیگانه خاکستری (به انگلیسی: Grey alien) در یوفوشناسی به یک گونه هوشمند از زیست فرازمینی گفته می‌شود.

## پدیدار شدن
در تعدادی از فیلم‌ها و سریال‌های علمی-تخیلی، با الهام گرفتن از داستان‌‌های مربوط به حادثه رازول، این موجودات با اندامی نحیف، سری بزرگ، چشمانی درشت و مشکی رنگ و قدی نسبتاً کوتاه نمایش داده شده‌اند که از آن‌ها به عنوان خاکستری‌ها یاد می‌شود.

## دیدگاه‌ها
خاکستری‌ها نزدیک‌ترین گزینه برای توصیف بیگانگان هستند، زیرا ویژگی‌های فیزیکی آن‌ها به مشاهدات بیشتر افرادی که ادعا می‌کنند با فضایی‌ها برخورد نزدیک داشته‌اند، بسیار شبیه است.

## باورها
بیشتر مردم ایالات متحده و یوفوشناس‌ها، از خاکستری‌ها به عنوان موجوداتی پیشرفته و هوشمند اما مرموز یاد می‌کنند.

## در فرهنگ و هنر
- فیلم سینمایی برخورد نزدیک از نوع سوم (۱۹۷۷)
- فیلم سینمایی پل (۲۰۱۱)
- مجموعه تلویزیونی پرونده‌های ایکس (۱۹۹۳–۲۰۰۲)
- مجموعه تلویزیونی عامل ناشناخته (۱۹۹۶–۲۰۰۰)
- مجموعه تلویزیونی پروژه کتاب آبی (۲۰۱۹–۲۰۲۰)
- مجموعه تلویزیونی بیگانه ساکن زمین (۲۰۲۱–۲۰۲۲)